# Siège de Cotyaeum
Guerres byzantino-seldjoukides
Batailles
- Kapetrou
- 1re Manzikert
- Césarée
- Iconium
- 2e Manzikert
- Campagnes seldjoukides en mer Égée
- 2e Nicée
- 3e Nicée (en)
- Philomélion
- Campagnes de Jean II Comnène
- Laodicée
- Shaizar
- Myriokephalon
- Hyelion et Leimocheir
- Cotyaeum
- Trébizonde
- Antalya
- Antioche du Méandre

Le siège de Cotyaeum fut la prise de la cité de Cotyaeum par les Seldjoukides du sultanat de Roum en 1182.

## Prélude
À la suite de la défaite de l'empereur byzantin Manuel Ier Comnène à la bataille de Myrioképhalon, les Byzantins sont contraints de rester sur la défensive et ne peuvent reprendre des territoires aux Seldjoukides de l'Asie Mineure. Avec la mort de Manuel Ier en 1180, la direction de l'empire passe à son jeune fils Alexis II Comnène dont la régence est assurée par Marie d'Antioche, sa mère. Ce gouvernement, fragilisé par des révoltes intérieures, perd de nombreuses villes, dont Cotyaeum et Sozopolis.

## Conséquences
La prise de la ville n'a pas pour conséquence le rétablissement de la paix. Au contraire, le renversement d'Alexis II par Andronic Ier Comnène fait perdurer la guerre jusqu'à ce qu'Isaac II Ange ne parvienne à un accord avec les Seldjoukides.